# Yangpyeong
Yangpyeong (în coreeană 양평군) este oraș provinciei Gyeonggi-do, Coreei de Sud.